# Ceropegia barnesii
Ceropegia barnesii là một loài thực vật có hoa trong họ La bố ma. Loài này được E.A.Bruce & Chatterjee mô tả khoa học đầu tiên năm 1948.